# Ramón José Velásquez
Ramón José Velásquez Mújica (San Juan de Colón, 28 novembre 1916 – Caracas, 24 giugno 2014) è stato un politico, giornalista e storico venezuelano.
Nato nello stato di Táchira, è stato Presidente del Venezuela dal 5 giugno 1993 al 2 febbraio 1994.

## Premi
- Premio Maria Moors Cabot: 1967[3]